# Горан Милошевић
Горан Милошевић (Београд, 21. јул 1959) српски је музичар и бивши певач рок групе Генерација 5.

## Каријера
Горан Милошевић је био певач и члан групе Бурн, Зебра, Афера Зрак и Генерација 5. Његова рођена сестра је позната српска рок музичарка Слађана Милошевић.

## Дискографија

### Генерација 5
Синглови
- Уморан од свега/Ти само буди довољно далеко (ПГП РТБ, 1979)
- Спакуј се пожури/Само лажи (ПГП РТБ, 1981)

Студијски албуми
- Генерација 5 (ПГП РТБ, 1980)
- Дублер (ПГП РТБ, 1982)

Компилацијски албуми
- Генерација 5: Најјачи остају 1978–1994. (ПГП РТС, 1994)
- Помоли се још једном... и друге баладе (ПГП РТС, 2000)

### Соло каријера
Синглови
- Плаче, унапред (МЕСАМ, 1986)
- Доста суза (ПГП РТС, 1999)
- Ја нисам ја (Јутјуб, 2017)
- Заборављен (2018)
- Испод коже (2019)

Студијски албуми
- Да ли мислиш још на мене (ПГП РТС, 1996)